# Elisabetha Josepha Weissenbach
Elisabetha Josepha Weissenbach (Bremgarten, 2 februari 1833 - aldaar, 10 juni 1884) was een Zwitserse lerares en onderwijsinspectrice.

## Biografie

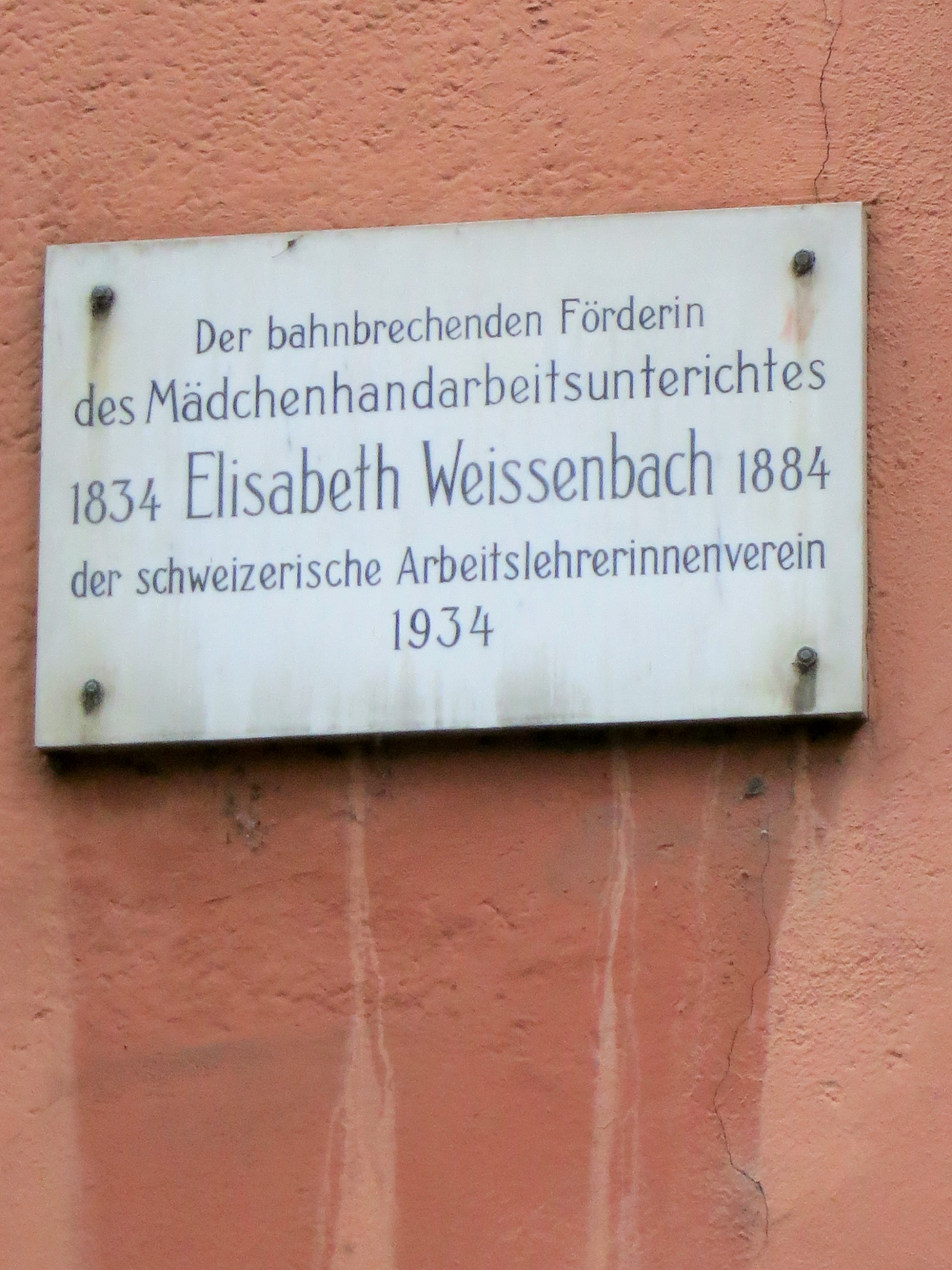
Gedenkplaat ter ere van Elisabetha Josepha Weissenbach in Bremgarten.

Elisabetha Josepha Weissenbach was een dochter van Franz Xaver Weissenbach, goudsmid en ziekenhuisbeheerder, en Maria Josepha Keiser. Ze was een zus van Robert Weissenbach. Na haar schooltijd in Solothurn werd ze in 1856 de eerste lerares in het middelbaar onderwijs en onderwijsinspectrice in handwerkklassen van het kanton Aargau. Ze was actief in het handwerkonderwijs van 1857 tot 1883 en ijverde voor het inrichten van handwerk als een volwaardig onderdeel in de opleiding van vrouwen. Ze schreef ook verschillende handboeken over handwerk. Vanaf 1870 gaf ze ook les in Duitsland.